# Víctor Rostaing
Víctor Manuel Rostaing Bernaza (Lima, 15 de octubre de 1942) es un exfutbolista peruano. Jugaba de delantero y fue parte del plantel del Alianza Lima en los años sesenta, club donde logró 3 campeonatos de Primera División. Es hijo del recordado futbolista Juan Eugenio Rostaing La Torre.
Comenzó su carrera en Mariscal Sucre en 1961, al año siguiente llega a Alianza Lima, donde compartió con jugadores de gran categoría como Pedro Pablo León, Víctor Zegarra, Vantuil da Trindade, Manuel Grimaldo y Juan de la Vega, finalmente se retiró en 1973 con la camiseta del Cienciano logrando el ascenso del equipo a la Primera División.

## Clubes
| Club           | País | Año         |
| -------------- | ---- | ----------- |
| Mariscal Sucre | Perú | 1961        |
| Alianza Lima   | Perú | 1962 - 1969 |
| Ciclista Lima  | Perú | 1970 - 1971 |
| Cienciano      | Perú | 1972 - 1973 |

## Palmarés

### Campeonatos nacionales
| Título           | Equipo       | País | Año  |
| ---------------- | ------------ | ---- | ---- |
| Primera División | Alianza Lima | Perú | 1962 |
| Primera División | Alianza Lima | Perú | 1963 |
| Primera División | Alianza Lima | Perú | 1965 |